# نمودار لوله‌کشی و تجهیزات

نمونه‌ای از یک نمودار پی اند آی دی

نمودار لوله‌کشی و تجهیزات (به انگلیسی: Piping and instrumentation diagram به صورت مخفف P&ID) در فرایندهای صنعتی از جمله صنایع شیمیایی، برای نمایش نوع تجهیزات و نحوه اتصال آنها به هم به کار می‌رود.
دیاگرام لوله گذاری و تجهیزات (piping and instrumentation diagram) از علامت‌ها برای نشان دادن اتصال بین تجهیزات، حسگرها و شیرها در یک سیستم کنترلی استفاده می‌کند. مواردی که قبل از کشیدن P&ID لازم است تا بدانیم به شرح زیر است:
1-PFD Vs P&ID
ممکن است اغلب موارد P&ID با PFD اشتباه گرفته شود. P&ID و PFD معمولاً از نمادهای یکسان برای نشان دادن تجهیزات استفاده می‌کنند ولی دو هدف متفاوت را دنبال می‌کنند. PFD معمولاً در هنگام بهره بردای مورد استفاده قرار می‌گیرد که نشان می‌دهد که فرایند دقیقاً چه کاری انجام می‌دهد ولی P&ID تمام کنترلرها، سنسورها و نوع شیرهایی که در یک ساختار استفاده شده است را به نمایش می‌گذارد.
۲-اطلاعاتی که در P&ID ثبت می‌شوند
اطلاعات زیر در P&ID به طور مشخص و واضح داده می‌شود که در PFD مشاهده نمی‌شود:
- تمام شیرها و انواع آن
- کنترلرهای موجود
- معماری کنترلرها
- قطر، جنس و مشخصات عایق لوله‌ها
- جنس تجهیزات ساختار
۳-استفاده‌های P&ID
- توسعه متدلوژی عملیاتی
- توسعه فلسفه امنیت و حفاظت
- اساس برنامه‌ریزی و کنترل
- سند ارتباطی برای چگونگی کارکرد فرایند
- ارزیابی ساختار فرایند
- آموزش کارکنان
و...
۴-مشخصات P&ID
- گروه‌بندی شده توسط واحدهای صنعتی مشخص
- همه اتصال‌های بین سنسورها و محرک‌ها و کنترل کننده‌ها را نمایش می‌دهد
- نمایش یک شماتیک کلی (بدون در نظر گرفتن اندازه‌ها، مقیاس‌ها)
- باید منظم و بدون درهم ریختگی باشد
-معمولاً خیلی محرمانه هستند و دسترسی به آنها محدود است
5- P&ID ..... نیست
- دیاگرام معماری فرایند نیست
- برطبق مقیاس دقیق کشیده نشده
- نیازی به نمایش سوییچ‌های دستی نیست
-نیازی به نمایش دما، فشار واقعی و جریان اطلاعات نیست
۶-بازبینی P&ID
-بازبینی‌ها باید به وضوح مشخص باشد
- درهرتغییر چشم گیر بین تمام پرسنل منتشر می‌شود
- در حین فرایند طراحی معمولاً نیاز به ۱۵ الی ۲۰ باز بازبینی می‌باشد.
- تمام بازبینی‌ها برای تمام پرسنل ارسال شود تا از اشتباهات ساختاری بحرانی جلوگیری شود
۷-علامت گذاری P&ID